# Omaga
«Omaga» — пісня чеського співака Бенні Крісто на Євробаченні 2021 року в Роттердамі, Нідерланди. Подібно до того, як його попередник «Kemama» був скороченим словом «OK, Mama», назва «Omaga» є скороченням для «Oh My God». Музичне відео містить посилання на «Сімпсони», «Жир», «Сяючий», «Кримінальну фантастику», «Форест Гамп» та «Брудні танці».

## Конкурс пісні Євробачення
Пісня була обрана для представлення Чехії на конкурсі пісні Євробачення 2021 у лютому 2021 року, після того, як Бенні Крісто був обраний національним мовником ČT. У півфіналі конкурсу 2021 року буде представлений той самий склад країн, який визначений жеребкуванням півфіналу конкурсу 2020 року. Чехія потрапила у другий півфінал, який відбудеться 20 травня 2021 року, і її планували виступити в першій половині шоу.